# 1991 în jocuri video

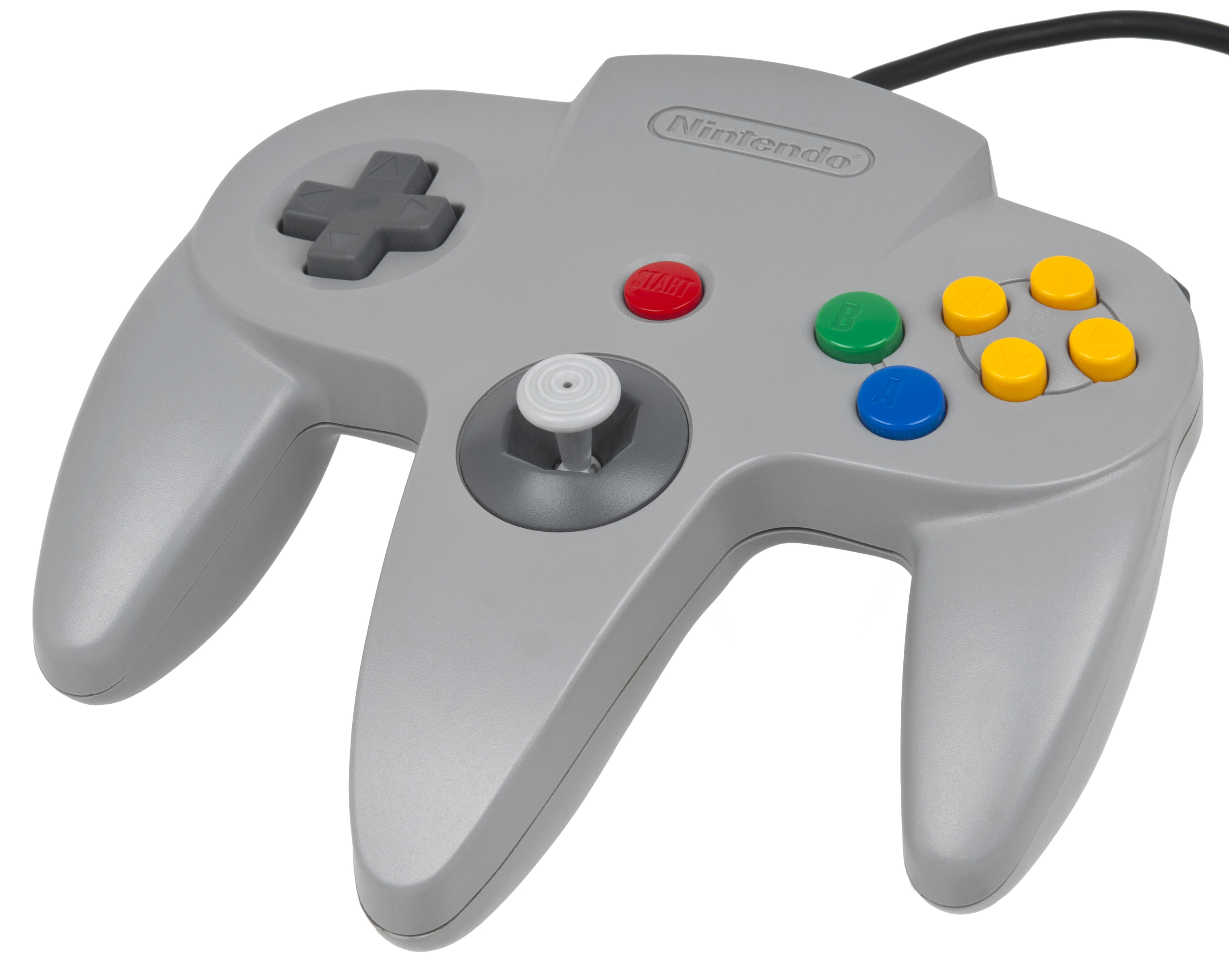
Nintendo 64, utilizat in acea perioada.

Acest articol prezintă evenimente importante legate de jocuri video din anul 1991. Vezi și istoria jocurilor video.

## Evenimente
În 1991 au apărut mai multe sequel-uri și prequel-uri în jocurile video, cum ar fi  Street Fighter II, Final Fantasy IV, Mega Man 4 și The Legend of Zelda: A Link to the Past, împreună cu titluri noi precum  Sonic the Hedgehog, F-Zero și Lemmings. Jocul arcade cu cele mai mari încasări a fost jocul de lupte de la  Capcom Street Fighter II. Cel mai bine vândut sistem de jocuri pentru acasă a fost Game Boy pentru al doilea an consecutiv, în timp ce cel mai bine vândut joc video pentru acasă din acest an a fost Sonic the Hedgehog de la Sega, care a fost, de asemenea, cel mai închiriat joc video al anului în Statele Unite.

### Reviste
În 1991, au apărut 12 numere lunare ale revistei Computer Gaming World, cu articole detaliate despre jocuri ca Wing Commander, Battle Isle, Ultima VII: The Black Gate, Timequest, Might and Magic III: Isles of Terra etc.